# Rudno (powiat lubartowski)
Rudno – wieś w Polsce położona w województwie lubelskim, w powiecie lubartowskim, w gminie Michów.
Wieś szlachecka położona była w drugiej połowie XVI wieku w powiecie lubelskim województwa lubelskiego. Do 1954 roku istniała gmina Rudno.
W latach 1975–1998 miejscowość należała administracyjnie do województwa lubelskiego.
Wieś stanowi sołectwo gminy Michów. Według Narodowego Spisu Powszechnego z roku 2011 wieś liczyła 518 mieszkańców.

## Części wsi
| SIMC    | Nazwa    | Rodzaj    |
| ------- | -------- | --------- |
| 1020559 | Czworaki | część wsi |
| 1020565 | Glinki   | część wsi |
| 1020588 | Kawałki  | część wsi |
| 1020743 | Wieluń   | część wsi |

## Historia
Nazwa wsi
Nazwa wsi związana jest podobnie jak nazwa rzeki Rudy nad którą Rudno leży z wydobyciem i przeróbką rudy żelaza, czyli rudnictwem. Nazwa wsi pojawia się w źródłach pisanych w roku 1334 jednak pierwsze pisane informacje o rudnicy w Rudnie – „Rudno Maior officina mineraria”, pochodzą z roku 1531.
Czasy najdawniejsze
Najdawniejsze ślady ludzkiej obecności na terenie Rudna związane są z okresem neolitu – znaleziono na terenie wsi dwa neolityczne toporki kamienne. Najdawniejsze odkryte ślady osadnicze na terenie Rudna związane są z istnieniem w pobliżu obecnej wsi osady kultury trzcinieckiej. Cmentarzysko związane z tą osadą odkryto w bezpośrednim pobliżu zabudowań Rudna od strony wschodniej.
Początki wsi
Początki istnienia wsi nie są znane. Co prawda istnieją podstawy by poszukiwać ich w czasach poprzedzających akcję osadniczą dla rycerstwa jaką rozpoczął na tych terenach Kazimierz Wielki, a nawet czasy Władysława Łokietka, niestety brak źródeł pisanych, jak również opisanych znalezisk archeologicznych powoduje że są to wyłącznie hipotezy.
Wiek XIV
Zgodnie z relacją ks. Gostkowskiego w roku 1320 królewską wieś Rudno nadał Władysław Łokietek kasztelanowi krakowskiemu Warszowi Rawicie. W 1334 roku w dokumentach erekcyjnych parafii w Drążgowie pojawia się najstarszy zachowany do dziś zapis nazwy wsi Rudno. Według historyków, w tym czasie Rudno jest wsią należąca do drobnej szlachty.
XV wiek
Przed rokiem 1417 powstaje parafia Rudno – w tym roku w dokumentach zanotowany jest proboszcz rudzieński. Serwis internetowy Archidiecezji Lubelskiej podaje jako datę erekcji parafii Rudno rok 1425. Wanda Śliwina – przedwojenna regionalistka wspomina o istnieniu w latach 20. XX w. rudzieńskich ksiąg parafialnych sięgających roku 1425. W roku 1419 notowane są dwie wsie o nazwie Rudno – prawdopodobnie chodzi o późniejsze Rudzienko. W roku 1462 Rudno dzierżawił Grot z Ostrowa.
XVI wiek
W regestrze podymnego Województwa Lubelskiego z roku 1565 zapisano Parafię Rudno z miejscowościami Rudno Magna (Rudno) – 4 łany ziemi, Rudno Parva (Rudzienko), Wągielycze, Nowa Rudziecz, Wielkie, Szeboklieski, Wolia Skrowa, Wolia Gawłowa i Gołąbye. Przy Rudnie zapisano 4 łany ziemi.

## Obiekty
- Zabytkowy, drewniany kościół parafialny pw. św. Mikołaja z lat 1771–1785 wraz z dzwonnicą-bramą wpisane do rejestru zabytków nieruchomych (nr rej.: A/433 z 4.06.1969)[13].
- Szkoła Podstawowa im. Józefa Niećko[14].
- Sala Królestwa zboru Świadków Jehowy[15].